# 酒巻浩史
酒巻 浩史（さかまき ひろし、8月29日 - ）は、日本の脚本家、小説家、ライター。東京都出身。

## 経歴
青山学院大学経済学部を卒業し大手生命保険会社に入社。
その後退社し、シナリオセンター（青山）通信科を経て脚本家デビュー。
得意分野はミステリー、サスペンス、ホラー、SF、シリアス・ブラックコメディ。
ＣＲＧ（クリエイティブガーディアン）所属。
所属事務所のHPに載せたプロフィールに使用しているイラスト画は漫画家のちさかあやによる手描きである。
演劇ユニット『ウシロムキ』主宰・作・演出。

## 人物
神話、聖書、民俗学の世界観が好き（ただし、本人は無宗教）で、愛読書は「日本書紀」「旧約聖書」「ギリシャ神話」「遠野物語」「帝都物語」。
趣味は神社巡りと御朱印集め。また、大の温泉好きで全国の温泉を巡っている。
好みの温泉は雪見の白濁の露天で、トップ5は「鶴の湯」「酸ケ湯」『加仁湯』『万座』『白骨』。
テレビ東京の「いい旅・夢気分」の大ファンで、20年間すべての放送を録画して観ているほど。
大きな影響を受けた作品として、ドラマ「獅子の時代」「岸辺のアルバム」「大都会　闘いの日々」「ツインピークス」「マイアミバイス」、映画「時計じかけのオレンジ」「ジョーズ」「死霊のはらわた」、アニメ「Ζガンダム」「伝説巨神イデオン」、舞台「デジャヴ」（第三舞台）「遭難」（本谷有希子）「逆鱗」（NODA・MAP）を挙げており、中でも「時計じかけのオレンジ」と「伝説巨神イデオン」はバイブルと語っている。
また、第三舞台・鴻上尚史氏の中学以来の大ファン。
音楽は、サザンオールスターズと中島みゆきをこよなく愛する。
大学卒業後に勤めた生命保険会社では財務部門や融資部門を担当していた。そのため、生命保険よりも金融に詳しく保険については基本的なことしかわからないとのこと。
読書家で、かつては一日一冊、会社を退職した直後は反動で年間五百冊読んでいた時期もあった。しかし、子供の頃は読書感想文が大の苦手で、小学校の通信簿に「漫画でもいいから読む習慣をつけましょう」と書かれたことがある。

## 作品

### 映画
- POV〜呪われたフィルム〜赤いコートの女（2006年）（監督：鶴田法男）
- web@ホラー（2007年）
- トーク・トゥ・ザ・デッド（2013年）※プロット協力
- Z～ゼット～果てなき希望（2014年）（監督：鶴田法男）

### ドラマ
- 漂流ネットカフェ（2009年、TBS）（出演：伊藤淳史）※プロット協力
- 刑事・鳴沢了〜東京テロ、史上最悪の24時間〜（2010年、フジテレビ）（出演：坂口憲二）※企画制作協力
- 棘の街（2011年、テレビ朝日）（出演：仲村トオル）※脚本協力
- 刑事・鳴沢了2〜偽りの聖母〜（2011年、フジテレビ）（出演：坂口憲二）
- ブルドクター（2011年、日本テレビ）（出演：江角マキコ）※リサーチ
- 宮部みゆきスペシャル『魔術はささやく』（2011年、フジテレビ）（出演：木村佳乃）
- ランナウェイ～愛する君のために～（2011年、TBS）（主演：市原隼人）※企画協力（ノンクレジット）
- アナザーフェイス 刑事総務課・大友鉄（2012年、テレビ朝日）（出演：仲村トオル）※脚本協力
- 金曜プレステージ「森村誠一 女のサスペンス・マリッジ」（2012年、フジテレビ）（出演：仲村トオル）※企画協力
- 浪速少年探偵団（2012年、TBS）（出演：多部未華子）※協力
- 山岳刑事〜百名山殺人事件（2012年、TBS）（出演：徳重聡）※プロット
- アナザーフェイス 刑事総務課・大友鉄2（2013年、テレビ朝日）（出演：仲村トオル）※協力
- 金曜プレステージ「事件屋稼業」（2013年、フジテレビ）（出演：寺尾聰）
- 悪霊病棟（2013年、TBS）（出演：夏帆）
- 警部補 矢部謙三2（2013年、テレビ朝日）（出演：生瀬勝久）※脚本企画協力
- ほんとにあった怖い話（2013年、フジテレビ）「2階がこわい」（出演：鈴木福）／「女子高大パニック」（出演：坂口憲二）
- ミスパイロット（2013年、フジテレビ）（主演：堀北真希）※企画・脚本協力（ノンクレジット）
- SRO 警視庁広域捜査専任特別調査室（2013年、TBS）（出演：木村佳乃）※企画協力
- 司法教官・穂高美子 死亡時刻が二転三転!? 謎の“スイーツ姉妹”（2014年、テレビ朝日）（出演：水野真紀）
- ほんとにあった怖い話（2014年、15周年スペシャル、フジテレビ）
  - 「S銅山の女」（主演：石原さとみ）
  - 「タクシードライバーは語る」（主演：坂上忍）
  - 「犯人は誰だ」（主演：草彅剛）
  - 「闇への視覚」（主演：黒木瞳）
  - 「腕をちょうだい」※脚本協力（主演：桐谷美玲）

- 世にも奇妙な物語（2015年、25周年記念秋の2週連続SP～傑作復活編～、フジテレビ）
  - 「昨日公園」（主演：有村架純）

- ほんとにあった怖い話（2015年、フジテレビ）
  - 「嵐の日の通報」（主演：斉藤工）
  - 「どこまでも憑いてくる」（主演：玉森裕太）
  - 「黒い日常」（主演：高梨臨）
  - 「奇々怪々女子寮」（主演：観月ありさ）※プロット協力

- 水曜ミステリー9　新・旅行作家 茶屋次郎 富嶽三十六景殺人事件（主演：橋爪功）（2016年、テレビ東京）　※脚本協力
- 模倣犯（主演：中谷美紀）（2016年テレビ東京）※脚本協力）
- ほんとにあった怖い話（2016年、夏の特別編2016、フジテレビ）
  - 「病棟の看取り図」（主演：武井咲）
  - 「押し入れが怖い」（主演：中島健人）
  - 「誘う沼」（主演：柳葉敏郎）
  - 「夏の知らせ」（主演：前田敦子）
- 花嵐の剣士～女剣士中沢琴～（主演：黒木メイサ）（2017年、NHK）※原案
- ほんとにあった怖い話（2017年夏の特別編、フジテレビ）
  - 箱（主演：野村修平）
  - お墓はどこでしょうか（主演：遠藤憲一）
  - コール（主演:北川景子）
- 執事 西園寺の名推理（主演：上川隆也）（2018年、テレビ東京）
- ほんとにあった怖い話（2018年夏の特別編、フジテレビ）
  - ナニワ心霊道（主演：ガンバレルーヤ・よしこ　余貴美子）
  - 迷い道に憑く女（主演：平祐奈）
  - 果てからの念波（主演：北村一輝　吉田羊）

- 執事 西園寺の名推理2（主演：上川隆也）（2019年　テレビ東京）
- ほんとにあった怖い話（20周年スペシャル、フジテレビ）
  - 誰にも言えない（主演：鈴木保奈美）
  - 肩の女（主演：佐々木蔵之介）
  - 机と海（主演：松本穂香）

- ほんとにあった怖い話（2020年スペシャル、フジテレビ）
  - あかずの間を造った話（主演：上白石萌音）
  - 探偵の手記（主演：伊藤健太郎、吉田鋼太郎）※未放送

●4つの不思議なストーリー～超常ミステリードラマSP（2020年　フジテレビ）
　　・冬の奇跡（主演：土屋太鳳）
　　・最後の買物（主演：中川大志）
●禍話（主演：水谷果穂、入野自由）（2021年、朝日放送テレビ）
●ほんとにあった怖い話（２０２１年スペシャル、フジテレビ）
　・事故物件Ａ（主演：山崎育三郎）
●ほんとにあった怖い話（２０２２年スペシャル、フジテレビ）
　・非常通報（主演:神尾楓珠）
　・遊び待つ（主演:松本若菜）
●ほんとにあった怖い話（２０２３年スペシャル、フジテレビ）
　・胸騒ぎの帰路（主演:片寄涼太）
　・滞留する痕（主演:白石麻衣）
●ほんとにあった怖い話 ２５周年スペシャル（フジテレビ）
　・見知らぬ同僚（主演:生見愛瑠）

### ビデオ
- Z〜ゼット〜完全版（2014年） -脚本（『果てなき希望』「狂気と天使」「友情と悪夢」「まだ見ぬ夜明け」）

### 舞台
- Magnetic Love～磁石人間(II)～（2008年）

### ラジオドラマ
- 青山二丁目劇場「花の上司」（2010年、文化放送)
- 青山二丁目劇場「押印担当課長」（2010年、文化放送)
- 青山二丁目劇場「女の取調室」（２０１９年、文化放送）
- 青山二丁目劇場「夜明けまでにマリアを殺して」（２０１９年、文化放送）
- 青山二丁目劇場「もの言わぬ子」（２０１９年、文化放送）
- 青山二丁目劇場送「イブの奇跡」（２０１９年、文化放送）
- 青山二丁目劇場「粗忽アパート」（２０２０年、文化放送）
- 青山二丁目劇場「新しい生活」（２０２０年、文化放送）
- 青山二丁目劇場「留守番電話」（２０２１年、文化放送）
- 青山二丁目劇場「ドッキリ！ 本能寺」（２０２１年、文化放送）
- 青山二丁目劇場「巨大生物の夜」（２０２１年、文化放送）
- 青山二丁目劇場「最後の扉が開く」（２０２１年、文化放送）

### 書籍
- POV〜呪われたフィルム〜赤いコートの女（2012年、角川書店）
- ほんとにあった怖い話1～3巻（2014年、朝日新聞出版）
- ほんとにあった怖い話  死者からの伝言板（２０２０年、集英社）※脚本提供

### 漫画原作
- あやかし浮世絵導師（ＫＡＤＯＫＡＷＡ 電撃コミック レグルス 連載）（脚本協力）